# Memória de acesso aleatório

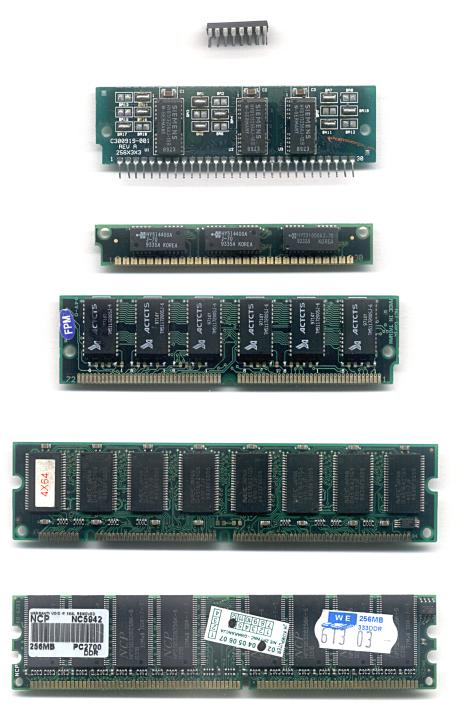
Diferentes tipos de RAM. A partir do alto: DIP, SIPP, SIMM 30 pin, SIMM 72 pin, DIMM (168-pin), DDR DIMM (184-pin)

A memória de acesso randômico(pt-BR) ou de acesso aleatório(pt-PT?) (do inglês Random Access Memory, conhecido pela abreviatura RAM), também chamado de memória volátil de leitura e escrita, é uma memória temporária computacional de acesso rápido; ou seja, é um local de armazenamento temporário de informações digitais usada pelo processador para armazenar informações temporariamente e que possui um acesso feito de forma aleatória mais rápido que ao HD, DVD, pendrive (permite a rápida leitura e escrita de informações), utilizada como memória primária em sistemas eletrônicos digitais. O termo acesso aleatório permite acessar qualquer informação armazenada em qualquer momento.
A RAM é um componente essencial vários tipos de dispositivos, como: computador pessoal, computador servidor, smartphone, pois é onde basicamente ficam armazenados os programas básicos operacionais. Por mais que exista espaço de armazenamento disponível, na forma de um HDD, SSD ou memória flash, é sempre necessária uma certa quantidade de RAM.
O termo acesso aleatório identifica a capacidade de se ter acesso a qualquer posição e em qualquer momento, por oposição ao acesso sequencial imposto por alguns dispositivos de armazenamento, como fitas magnéticas. O nome não é verdadeiramente apropriado, já que outros tipos de memória (como a ROM) também permitem o acesso aleatório a seu conteúdo. O nome mais apropriado seria:  Memória de Leitura e Escrita, que está expressa na programação computacional.
Apesar do conceito de memória operacional de acesso aleatório ser bastante amplo, atualmente o termo é usado apenas para definir um dispositivo eletrônico que o implementa, uma vez que atualmente essa memória se encontra espalhada dentro do próprio sistema dos atuais computadores (sistema por assim dizer "nervoso" do computador, como o humano), basicamente um tipo específico de chip. Nesse caso, também fica implícito que é uma memória volátil, todo o seu conteúdo é perdido quando a alimentação da memória é desligada. A memória principal de um computador baseado na Arquitetura de Von-Neumann é constituída por RAM. É nesta memória que são carregados os programas em execução e os respectivos dados do utilizador. Uma vez que se trata de memória volátil, os seus dados são perdidos quando o computador é desligado. Para evitar perdas de dados, é necessário salvar a informação para suporte não volátil, como o disco rígido.
É usada pelo processador para armazenar os arquivos e programas que estão sendo processados. A quantidade de RAM disponível tem um grande efeito sobre o desempenho, já que sem uma quantidade suficiente dela o sistema passa a usar memória virtual, que é lenta. A principal característica da RAM é que ela é volátil, ou seja, os dados se perdem ao reiniciar o computador. Ao ligar é necessário refazer todo o processo de carregamento, em que o sistema operacional e aplicativos usados são transferidos do HD para a memória, onde podem ser executados pelo processador.
Os chips de memória são vendidos na forma de pentes de memória. Existem pentes de várias capacidades, e normalmente as placas possuem dois ou três encaixes disponíveis. Há como instalar um pente de 1 GB junto com o de 512 MB que veio no micro para ter um total de 1 536 MB, por exemplo.

## DRAM e SRAM
DRAM: modelo de memória RAM chamada "memória dinâmica de acesso remoto" (do inglês Dynamic Random Acess Memory). É dinâmica pois usa a atualização constante para manter os dados ativos (usa refresh).
SRAM: modelo de memória RAM chamada "memória estática de acesso aleatório" (do inglês Static Random Acess Memory). Um modelo que não usa a atualização constante ativar os dados (não usa refresh), tornando-se muito mais rápida que a DRAM.

## História

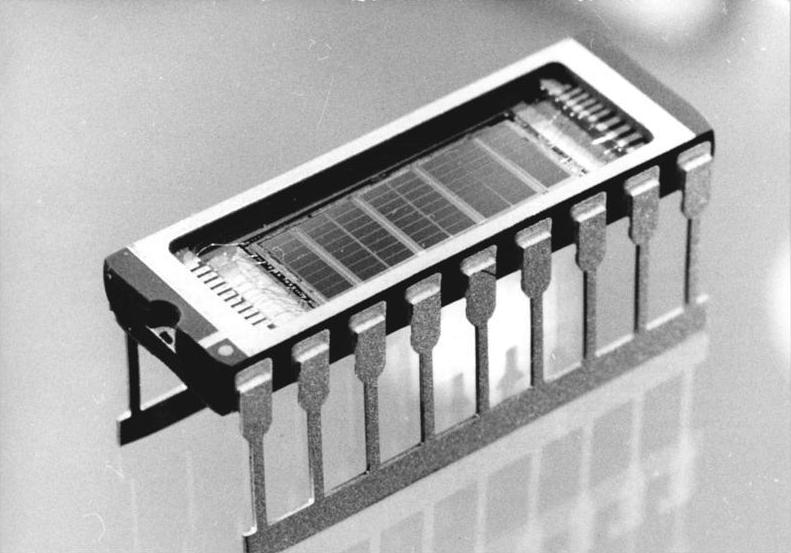
Chip de 1 Megabit U61000D - Um dos últimos modelos desenvolvidos pela VEB Carl Zeiss Jena em 1989.

Os primeiros computadores usavam relés, contadores mecânicos ou linhas de atraso para funções de memória principal. As linhas de atraso ultrassônicas eram dispositivos seriais que só podiam reproduzir dados na ordem em que foram gravados. A memória do tambor poderia ser expandida a um custo relativamente baixo, mas a recuperação eficiente de itens de memória exigia conhecimento do layout físico do tambor para otimizar a velocidade. Travas construídas a partir de triodos de tubo de vácuo e, mais tarde, de transistores discretos, foram usadas para memórias menores e mais rápidas, como registradores. Esses registros eram relativamente grandes e muito caros para usar em grandes quantidades de dados; geralmente apenas algumas dezenas ou poucas centenas de bits dessa memória podem ser fornecidos.
A primeira forma prática de memória de acesso aleatório foi o tubo de Williams a partir de 1947. Ele armazenava dados como pontos eletricamente carregados na face de um tubo de raios catódicos. Como o feixe de elétrons do CRT podia ler e escrever os pontos no tubo em qualquer ordem, a memória era de acesso aleatório. A capacidade do tubo Williams era de algumas centenas a cerca de mil bits, mas era muito menor, mais rápido e mais eficiente em termos de energia do que usar travas individuais de tubo de vácuo. Desenvolvido na Universidade de Manchester, na Inglaterra, o tubo Williams forneceu o meio no qual o primeiro programa armazenado eletronicamente foi implementado no computador Manchester Baby, que primeiro executou um programa com sucesso em 21 de junho de 1948. sendo projetado para o bebê, o bebê foi um teste para demonstrar a confiabilidade da memória.
A memória de núcleo magnético foi inventada em 1947 e desenvolvida até meados da década de 1970. Tornou-se uma forma difundida de memória de acesso aleatório, contando com uma matriz de anéis magnetizados. Alterando o sentido da magnetização de cada anel, os dados podem ser armazenados com um bit armazenado por anel. Como cada anel tinha uma combinação de fios de endereço para selecioná-lo e lê-lo ou escrevê-lo, o acesso a qualquer local de memória em qualquer sequência era possível. A memória de núcleo magnético era a forma padrão de sistema de memória de computador até ser substituída pela memória semicondutora de estado sólido MOS (metal-óxido-silício) em circuitos integrados (ICs) durante o início da década de 1970.
Antes do desenvolvimento de circuitos integrados de memória somente leitura (ROM), a memória de acesso aleatório permanente (ou somente leitura) era frequentemente construída usando matrizes de diodo acionadas por decodificadores de endereço ou planos de memória de corda de núcleo especialmente enrolados.
A memória de semicondutores começou na década de 1960 com a memória bipolar, que usava transistores bipolares. Embora melhorasse o desempenho, não poderia competir com o preço mais baixo da memória de núcleo magnético.

## Tipos

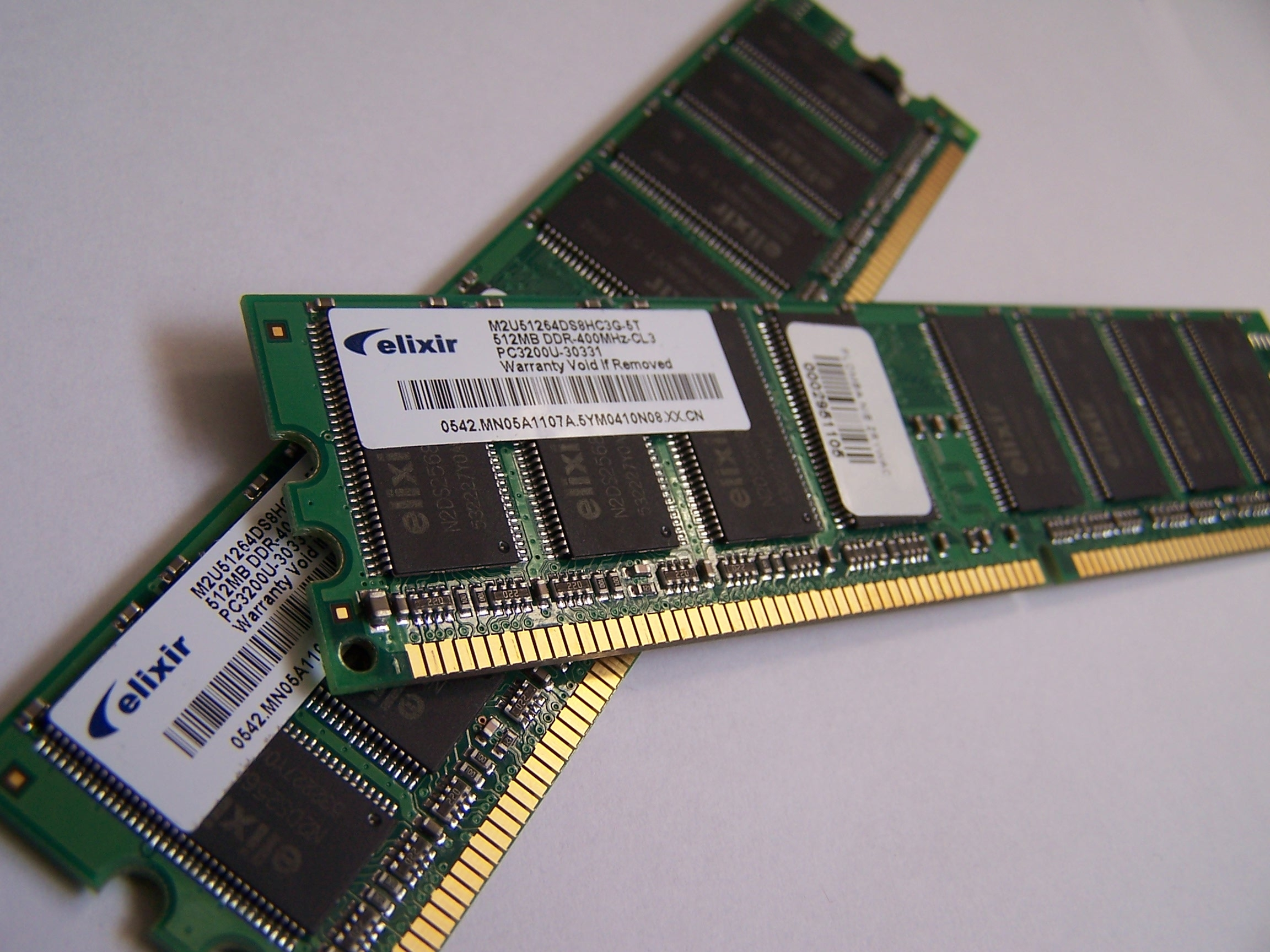
Exemplo de memória gravável de acesso aleatório volátil: Módulos Synchronous Dynamic RAM, usada principalmente como memória principal em computadores pessoais, workstations e servidores.

Existem basicamente dois tipos de memória de acesso aleatório em uso: SDR e DDR. As SDRs são o tipo tradicional, onde o controlador de memória realiza apenas uma leitura por ciclo, enquanto as DDR são mais rápidas, pois fazem duas leituras por ciclo. O desempenho não chega a dobrar, pois o acesso inicial continua demorando o mesmo tempo, mas melhora bastante. Os pentes de memória SDR são usados em micros antigos: Pentium II e Pentium III e os primeiros Athlons e Durons soquete A. Por não serem mais fabricados, eles são atualmente muito mais raros e caros que os DDR, algo semelhante ao que aconteceu com os antigos pentes de 72 vias, usados na época do Pentium 1.
É fácil diferenciar os pentes SDR e DDR, pois os SDR possuem dois chanfros e os DDR apenas um. Essa diferença faz com que também não seja possível trocar as bolas, encaixando por engano um pente DDR numa placa-mãe que use SDR e vice-versa. Mais recentemente, tem acontecido a uma nova migração, com a introdução dos pentes de memória DDR2. Neles, o barramento de acesso à memória trabalha ao dobro da frequência dos chips de memória propriamente ditos. Isso permite que sejam realizadas duas operações de leitura por ciclo, acessando dois endereços diferentes. Como a capacidade de realizar duas transferências por ciclo introduzida nas memórias DDR foi preservada, as memórias DDR2 são capazes de realizar um total de 4 operações de leitura por ciclo, uma marca impressionante. Existem ainda alguns ganhos secundários, como o menor consumo elétrico, útil em notebooks.
Os pentes de memória DDR2 são incompatíveis com as placas-mãe antigas. Eles possuem um número maior de contatos (um total de 240, contra 184 dos pentes DDR), e o chanfro central é posicionado de forma diferente, de forma que não seja possível instalá-los nas placas antigas por engano. Muitos pentes são vendidos com um dissipador metálico, que ajuda na dissipação do calor e permite que os módulos operem a frequências mais altas.
Os pentes de memória DDR3 tem o dobro de taxa de transferência se comparado ao DDR2. A tensão caiu de 1,8V da memória DDR2 para 1,5 V para a DDR3
O tipo DDR3 tem a mesma percepção da DDR2, com melhorias na qual dobra a quantidade de operações por vez em relação ao padrão anterior, ou seja, realiza 8 procedimentos de leitura ou gravação a cada ciclo de clock, quatro no início deste e outros quatro no final.
Geralmente são encontradas com chips que utilizam encapsulamento CSP (Chip Scale Package) com encaixes FBGA (Fine pitch Ball Grid Array), cuja principal característica é o fato de os terminais do chip serem pequenas soldas. A vantagem disso é que o sinal elétrico flui mais facilmente e há menos chances de danos físicos.

## Capacidade e Velocidade
A capacidade de uma memória é medida em Bytes, Kilobyte (1 KB = 1 024 ou 210 Bytes), Megabyte (1 MB = 1 024 KB ou 220 Bytes), Gigabyte (1 GB = 1 024 MB ou 230 Bytes) e Terabyte (1 TB = 1 024 GB ou 2 40 Bytes).
A velocidade de funcionamento de uma memória é medida em Hz ou MHz. Este valor está relacionado com a quantidade de blocos de dados que podem ser transferidos durante um segundo. Existem no entanto algumas RAMs que podem efetuar duas transferências de dados no mesmo ciclo de clock, duplicando a taxa de transferência de informação para a mesma frequência de trabalho. Além disso, a colocação das memórias em paralelo (propriedade da arquitetura de certos sistemas) permite multiplicar a velocidade aparente da memória.

## Memória cache

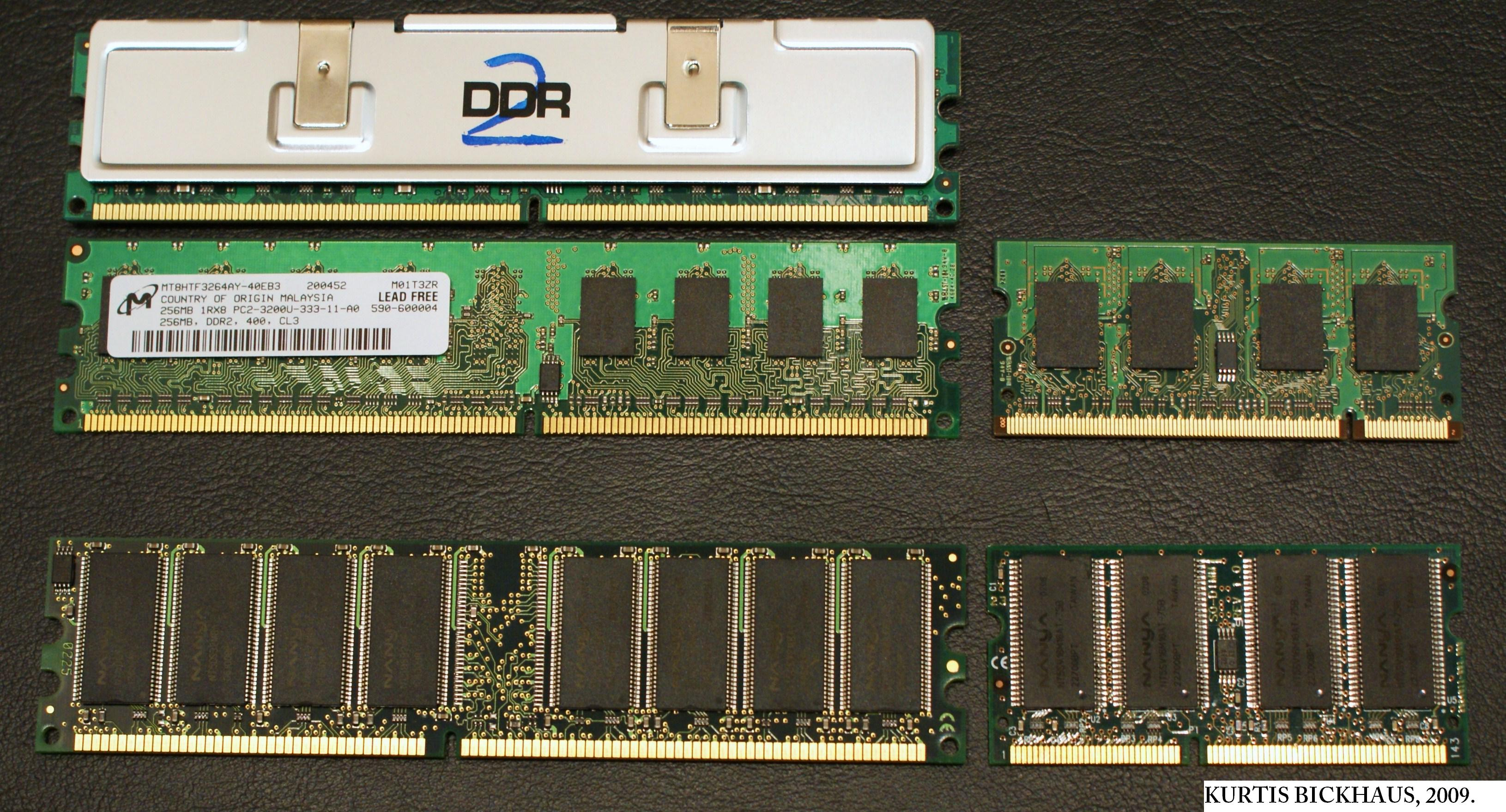
Top LR, DDR2 com dissipador de calor, DDR2 sem dissipador de calor, Laptop DDR2, DDR, DDR Laptop

De qualquer forma, apesar de toda a evolução, a RAM continua sendo muito mais lenta que o processador. Para atenuar a diferença, são usados dois níveis de memória do tipo cache, incluídos no próprio processador: o cache L1 e o cache L2. O cache L1 é extremamente rápido, trabalhando próximo à frequência nativa do processador. Na verdade, os dois trabalham na mesma frequência, mas são necessários alguns ciclos de clock para que a informação armazenada no L1 chegue até as unidades de processamento. No caso do Pentium 4, chega-se ao extremo de armazenar instruções já decodificadas no L1: elas ocupam mais espaço, mas eliminam este tempo inicial. De uma forma geral, quanto mais rápido o cache, mais espaço ele ocupa e menos é possível incluir no processador. É por isso que o Pentium 4 inclui apenas um total de 20 KB desse cache L1 ultrarrápido, contra os 128 KB do cache um pouco mais lento usado no Sempron.
Em seguida vem o cache L2, que é um pouco mais lento tanto em termos de tempo de acesso (o tempo necessário para iniciar a transferência) quanto em largura de banda, mas é bem mais econômico em termos de transistores, permitindo que seja usado em maior quantidade. O volume de cache L2 usado varia muito de acordo com o processador. Enquanto a maior parte dos modelos do Sempron utilizam apenas 256 KB, os modelos mais caros do Core 2 Duo possuem 4 MB completos.
Paridade de memória
É um método criado para correção de erros de memória. É o método mais antigo, e somente identifica erros, não os corrige, e consiste na adição de um bit de controle no final de cada byte de memória.
A operação de checagem dos dados na paridade é bem simples: são contados o número de bits “1” de cada byte. Se o número for par, o bit de paridade assume um valor “0” e caso seja ímpar, 9º bit assume um valor “1”. Quando requisitados pelo processador, os dados são checados pelo circuito de paridade que verifica se o número de bits “1” corresponde ao depositado no 9º bit. Caso seja constatada alteração nos dados, ele envia ao processador uma mensagem de erro.
O método não é totalmente eficaz, pois não é capaz de detectar a alteração de um número de bits que mantenha a paridade. Se dois bits zero retornassem alterados para bits um, o circuito de paridade não notaria a alteração nos dados. Felizmente, a possibilidade de alteração de dois ou mais bits ao mesmo tempo é remota.
O uso da paridade não torna o computador mais lento, pois os circuitos responsáveis pela checagem dos dados são independentes do restante do sistema. Seu único efeito colateral, é o encarecimento das memórias, que ao invés de 8 bits por byte, passam a ter 9, tornando-se cerca de 12 a 60% mais caras.
Dispositivo ECC-(Error Correct Code) - Código de correção de erros. Código de detecção no qual uma combinação de pulsos proibitiva pelo acréscimo ou perda de 1 bit indica qual bit esta errado.
Além do custo, a paridade não permite corrigir os erros, apenas identificá-los, o que diminui sua utilidade prática. O aumento do bom nível de confiabilidade dos novos módulos de memórias fez com que as memórias com paridade caíssem em desuso.